# José Roberto Arantes de Almeida
José Roberto Arantes de Almeida (Pirajuí, 7 de fevereiro de 1943 — São Paulo, 4 de novembro de 1971), também conhecido como Luiz e Deo. Foi morto aos 28 anos por militares e enterrado como João Carlos Pires de Andrade. Era namorado de Aurora Maria Nascimento Furtado, conhecida por Lola, que também foi presa e torturada até a morte, em 1972.
O nome do casal faz parte da extensa lista de mortos e desaparecidos durante a ditadura militar brasileira.
Seus casos são investigados pela Comissão da Verdade (CNV), que investiga mortes e desaparecimentos ocorridos durante o período ditatorial brasileiro.

## Biografia
Filho de José Arantes de Almeida e Aída Martoni de Almeida, José nasceu em 7 de fevereiro de 1943 na cidade de Pirajuí, interior de São Paulo. Ainda menino, se mudou com sua família para Araraquara, onde seu pai assumiu o cargo de professor de Botânica da Faculdade de Farmácia e Odontologia. Entre diversas atividades, foi escoteiro, tocou piano, praticou natação e polo aquático. Em 1958, foi porta-bandeira de Cuba em um evento de sua escola, Instituto de Ensino Bento de Abreu. Pode soar como ironia do destino, já que nem Cuba nem Arantes eram socialistas na época.
Em 1961 foi aprovado no vestibular do ITA (Instituto Tecnológico da Aeronáutica), mas por conta de sua posição política foi desligado do curso e transferido para a Base Aérea do Guarujá. Uma vez livre, retomou os estudos na Faculdade de Filosofia, Ciências e Letras da Universidade de São Paulo, onde iniciou o curso de Física. Em 1966 foi eleito presidente do Grêmio da Filosofia e em 1967 tornou-se vice-presidente da UNE (União Nacional dos Estudantes).
Um de seus últimos momentos em família aconteceu na Semana Santa de 1969, quando junto de seu irmão e de sua namorada, passou alguns dias numa praia deserta de Bertioga.

## Participação política
José iniciou sua vida política no PCB. No entanto, descontente com os rumos do partido, fundou a DISP (Dissidência Comunista de São Paulo), junto a Carlos Marighella. A ALN (Ação Libertadora Nacional) era composta por grande parte dos integrantes da DISP, assim como o Movimento de Liberação Popular no Brasil (Molipo). Além disso, também atuou nos centros acadêmicos da USP (Universidade de São Paulo) e da UNE, do qual se tornou vice-presidente de 1967 a 1968. Ainda na USP, conheceu a estudante de psicologia Aurora Maria Nascimento Furtado, com quem, anos mais tarde, viria a ter um relacionamento.
No ano de 1968, participou do famoso encontro de Ibiúna (SP) e foi preso com a invasão da polícia militar frente à repressão do 30º Congresso da entidade. Conseguiu fugir do DOPS pela porta da frente, aproveitando a confusão estabelecida por quase 800 estudantes que queriam tirar satisfações.
Em 1970 fez parte de um grupo de treinamento de guerrilha como militante da ALN em Cuba, com 28 pessoas. Lá, junto com outros companheiros, resolveu criar o Movimento de Libertação Popular (Molipo).

## Morte
Junto com seu amigo e companheiro no combate à ditadura, Aylton Adalberto Mortati, Arantes foi preso no dia 4 de novembro de 1971 na Rua Cervantes, número 7, no bairro de Vila Prudente em São Paulo, por agente do DOI-CODI/SP. Foram os dois primeiros militantes a serem mortos do grupo que havia ido a Cuba.
Há duas versões sobre o que aconteceu daí em diante. Na requisição da necropsia, de 4 de novembro de 1971, às 18h, encontra-se: "por volta das 17 horas, manteve tiroteio com membros dos órgãos de segurança, sendo nessa oportunidade ferido, e em consequência veio a falecer". O corpo, entretanto, só chegou ao IML no dia 5 de novembro, às 18h, e o laudo registra que a autópsia foi realizada às 15 horas do dia 5 de novembro de 1971. Essas informações foram encontradas por Iara Xavier Pereira, assessora da CEMDP – Comissão Especial sobre Mortos e Desaparecidos Políticos, no IML de São Paulo e nos arquivos secretos do DOPS/SP. 
Os médicos legistas responsáveis por assinar o laudo da morte de José Roberto Arantes de Almeida foram Abeylard de Queiroz Orsini, Luiz Alves Ferreira e Vasco Elias Rossi. E foi esse documento que trouxe a versão mais plausível dos fatos. O documento diz: "segundo consta, trata-se de elemento terrorista, que faleceu em tiroteio travado ao resistir à prisão, com militares da OBAN, vindo a falecer às 17h30, aproximadamente, no dia 4 de novembro de 1971, sendo encontrado no pátio do trigésimo sexto distrito policial". Mais conhecido como DOI-CODI, não resta dúvidas que Arantes fora levado à delegacia e chegou vivo na unidade. 
Há outros indícios de que a segunda versão é a verdadeira. A foto de Arantes Morto, encontrada no DOPS/SP, contradiz o laudo do IML, que diz haver dois ferimentos pérfuro-contusos, de formato ovular, medindo três centímetros na maior dimensão, localizados na parte média da região frontal. A foto não mostra esses ferimentos a bala, mas grandes equimoses na região esquerda, sinais evidentes de tortura.
A família só ficou sabendo sobre seu falecimento no dia 9 de novembro de 1971. Graças a intervenção de um delegado do DOPS, Emiliano Cardoso de Mello, parente da família, o DOPS autorizou o deslocamento do corpo para o Cemitério Municipal de Araraquara, em 12 de novembro de 1971. Antes disso, Arantes estava enterrado como indigente no Cemitério Dom Bosco, em Perus, com o nome falso de José Carlos Pires de Andrade.

Com o depoimento do relator do processo na Comissão Especial de Mortos e Desaparecidos Políticos, confirma-se a atuação da ditadura na morte e nos desdobramentos dela: 
“Arantes já fora preso na Base Aérea de Santos e em Ibiúna, em 1968. Os órgãos repressivos sabiam de suas ligações com a ALN e o Molipo e, no entanto, foi enterrado com nome falso, como indigente. A ocultação do cadáver visava, sem sombra de dúvidas, encobrir as torturas visíveis na foto e a execução com ferimentos não descritos no laudo”.

## Homenagens
Em 1978, o Diretório Acadêmico da Faculdade de Ciências e Letras de Araraquara foi batizado como José Roberto Arantes de Almeida, em homenagem ao estudante. Seu nome também é conhecidas ruas da cidade de Araraquara e Ribeirão Preto. 
Recebeu o título de Engenheiro Honoris Causa post mortem em 8 de dezembro de 2005. O coletivo Espaço Marx, de Araraquara, que reúne trabalhadores e estudantes da cidade, também leva o nome de José Arantes de Almeida.